# Roseland (Floryda)
Roseland – jednostka osadnicza w Stanach Zjednoczonych, w stanie Floryda, w hrabstwie Indian River.